# GSC2414-1348
GSC2414-1348 — хімічно пекулярна зоря спектрального класу A3, що має видиму зоряну величину в смузі V приблизно  0,0.